# Amorphochelus apicalis
Amorphochelus apicalis är en skalbaggsart som beskrevs av Marc Lacroix 1997. Amorphochelus apicalis ingår i släktet Amorphochelus och familjen Melolonthidae. Inga underarter finns listade i Catalogue of Life.